# Schulze-Delitzsch-Haus (Bonn)

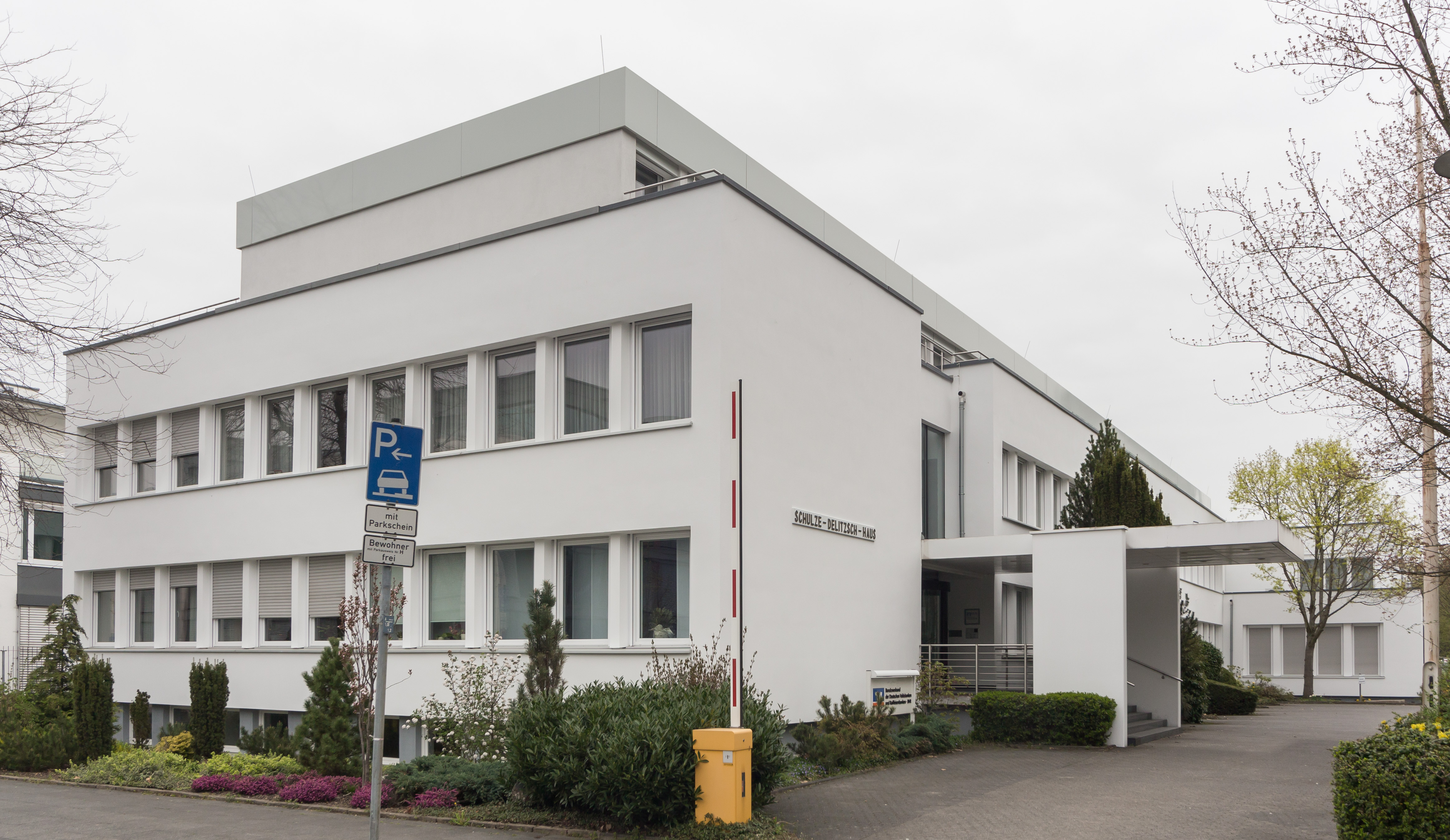
Schulze-Delitzsch-Haus, Heussallee 5 (2013)

Das Schulze-Delitzsch-Haus ist ein Bürogebäude im Bonner Ortsteil Gronau, das 1953/54 errichtet wurde. Es war bis 2001 Sitz des Bundesverbands der Deutschen Volksbanken und Raiffeisenbanken (BVR) und wird weiterhin von diesem genutzt. Das Gebäude liegt im Zentrum des Bundesviertels an der Heussallee (Hausnummer 5) Ecke Schlegelstraße.

## Geschichte
Das Bürogebäude entstand als gemeinsamer Neubau des „Deutschen Genossenschaftsverbandes“ (DGV) und des „Zentralverbands des genossenschaftlichen Groß- und Außenhandels“ (bis Oktober 1953 „Zentralverband des genossenschaftlichen Groß- und Außenhandels für Nahrungs- und Genußmittel“), die sich 1952 in Bonn angesiedelt hatten. Mit Planung und Entwurf des Neubaus wurde 1953 der Bonner Architekt Wilhelm Denninger beauftragt und noch im selben Jahr mit der Bauausführung begonnen. Am 23. März 1954 erfolgte im Beisein von Bundespräsident Theodor Heuss die Schlüsselübergabe. Es war das vierte „Schulze-Delitzsch-Haus“ in der Geschichte des DGV, benannt nach Hermann Schulze-Delitzsch, einem der Gründerväter des deutschen Genossenschaftswesens. Im Verlauf des Jahres 1954 bezog auch die bisher in Stuttgart beheimatete „Wirtschaftsprüfungsgesellschaft gewerblicher Genossenschaften“ das Schulze-Delitzsch-Haus. Damit waren die wesentlichen Organisationen, Verbände und Dienststellen des gewerblichen Genossenschaftswesens in Deutschland erstmals in einer ständigen Bürogemeinschaft untergebracht. 1972 wurde in Nachfolge des DGV der „Bundesverband der Deutschen Volksbanken und Raiffeisenbanken“ gegründet, der seinen Sitz ebenfalls im Schulze-Delitzsch-Haus nahm.
Am 1. März 1954 wurde im Schulze-Delitzsch-Haus das erste Presseverbindungsbüro der drei Jahre zuvor gegründeten Hohen Behörde der Europäischen Gemeinschaft für Kohle und Stahl („Montanunion“) in einem der Mitgliedstaaten eröffnet. Es beanspruchte als Mieter nur knapp 50 m² der Bürofläche des Hauses. Das Büro hatte die Aufgabe, die Öffentlichkeit über die Montanunion und ihre Politik zu informieren sowie die Hohe Behörde über die öffentliche Meinung in dem Mitgliedsland zu informieren. 1958 zog das Büro innerhalb Bonns um, später entwickelte es sich zur Vertretung der Europäischen Kommission. Am 2. Juli 2014 wurde das Schulze-Delitzsch-Haus zur Erinnerung an den ursprünglichen Standort des Büros als „Historischer Ort“ in den Geschichtsrundweg Weg der Demokratie aufgenommen und vor Ort als Teil dieses Rundwegs eine Gedenktafel enthüllt.
Der Bundesverband der Deutschen Volksbanken und Raiffeisenbanken zog in Folge der Verlegung des Regierungssitzes nach Berlin (1999) mit seinem Hauptsitz 2001 dorthin um, nutzt aber das Schulze-Delitzsch-Haus weiterhin. Es ist derzeit Sitz des „Arbeitgeberverbands der Deutschen Volksbanken und Raiffeisenbanken“, einer dem BVR angegliederten Organisation. Eigentümer des Gebäudes ist die „Schulze-Delitzsch-Haus eG“.

## Architektur
Das Bürogebäude besteht aus einem längsrechteckigen dreigeschossigen Block mit zurückgesetztem Dachgeschoss und zwei ihm zugeordneten zweigeschossigen Quertrakten. Der Eingang liegt an der linken Seite der Straßenfront und wird durch ein Vordach sowie einen Rücksprung in der Fassade hervorgehoben. Die Trakte sind zweibündig erschlossen.